# Повернені (телесеріал, США)
"Повернені" (англ. The Returned) — американський містико-драматичний телесеріал, розроблений Карлтоном Кьюзом. Шоу є адаптацією французького серіалу 2012 року "На заклик скорботи". Американський ремейк розповідає про жителів маленького містечка, життя яких перевертається догори дригом, коли багато з їхніх померлих багато років тому родичів та друзів таємниче повертаються до життя. Прем'єра серіалу відбулася 9 березня 2015 року на телеканалі A&E, а 15 червня 2015 року шоу було закрито після одного сезону через низькі рейтинги.

## В ролях

### Основний склад
- Кевін Алехандро — шериф Томмі Солано
- Агнес Брукнер — заступник шерифа Ніккі Бенкс
- Індія Еннега — Камілла Віншип
- Сандрін Холт — доктор Джулі Хан
- Ділан Кінгвелл — Генрі / Віктор
- Софі Лоу — Лена Віншип
- Марк Пеллегріно — Джек Вїншіп
- Джеремі Сісто — Пітер Латтімор / Ендрю Барлетт
- Мат Ваїро — Саймон Моран
- Мері Елізабет Вінстед — Роуен Блекшоу
- Тенді Райт — Клер Віншіп

### Другий склад
- Аарон Дуглас — Тоні Дерроу
- Террі Чен — заступник шериф Марк Бао
- Дакота Гуппі — Хлоя Блекшоу
- Кінан Трейсі — Бен Лоурі
- Карл Ламблі — пастор Леон Райт
- Лея Гібсон — Люсі Маккейб
- Чела Хорсдел — Кріс
- Мішель Форбс — Хелен Годдард
- Ріс Ворд — Адам Дерроу
- Олександр Калверт — Хантер
- Джакомо Бассато — заступник шерифа Шейн Слейтер
- Ренн Хоукі — Пол Коретськи

## Виробництво
У травні 2013 року було оголошено, що планується зняти англомовну адаптацію французького телесеріалу 2012 року "На заклик скорботи"; розробкою займалися Пол Еббот і Fremantle Media, а шоу носило робочу назву «Вони повернулися». У вересні 2013 року стало відомо, що Еббот вибув із проекту, а подальшою розробкою шоу займеться телеканал A&E. У квітні 2014 року A&E замовив десять епізодів першого сезону. 5 березня 2015 року було оголошено, що Netflix придбав права на показ шоу та збирається випускати його онлайн щотижня після прем'єри на A&E.

## Відгуки критиків
Серіал «Повернені» отримав переважно позитивні відгуки від критиків. На Rotten Tomatoes серіал тримає 66 % «свіжості» із середнім рейтингом 7,6/10 на основі 29 рецензій. Критичний консенсус сайту говорить: «Хоча шоу „Повернені“ залишається в тіні свого оригіналу, американська версія зберегла достатньо фактора страху та драматичних персонажів, щоб задовольнити шанувальників жанру». На Metacritic серіал отримав 67 балів зі ста на основі 24-х «загалом сприятливих» відгуків.